# Lancer du disque féminin aux Jeux olympiques d'été de 1968
Navigation
Tokyo 1964 Munich 1972
L'épreuve du lancer du disque féminin aux Jeux olympiques de 1968 s'est déroulée le 18 octobre 1968 au Stade olympique universitaire de Mexico, au Mexique. Elle est remportée par la Roumaine Lia Manoliu qui établit un nouveau record olympique avec la marque de 58,28 m.

## Résultats
| Rang               | Athlète               | Pays                 | Essais | Essais | Essais | Essais | Essais | Essais | Marque | Notes |
| Rang               | Athlète               | Pays                 | 1      | 2      | 3      | 4      | 5      | 6      | Marque | Notes |
| ------------------ | --------------------- | -------------------- | ------ | ------ | ------ | ------ | ------ | ------ | ------ | ----- |
| Médaille d'or      | Lia Manoliu           | Roumanie             | 58.28  | X      | –      | X      | 46.82  | X      | 58.28  | OR    |
| Médaille d'argent  | Liesel Westermann     | Allemagne de l'Ouest | 54.02  | 57.76  | X      | 55.78  | X      | X      | 57.76  |       |
| Médaille de bronze | Jolán Kleiber-Kontsek | Hongrie              | 54.90  | 54.24  | X      | X      | X      | X      | 54.90  |       |
| 4                  | Anita Otto            | Allemagne de l'Est   | 54.40  | 54.10  | 53.88  | X      | 51.16  | 52.34  | 54.40  |       |
| 5                  | Antonina Popova       | Union soviétique     | 53.42  | 53.12  | 51.40  | 52.60  | 52.86  | X      | 53.42  |       |
| 6                  | Olga Fikotová         | États-Unis           | X      | 52.96  | 50.74  | X      | X      | 50.40  | 52.96  |       |
| 7                  | Christine Spielberg   | Allemagne de l'Est   | 52.86  | X      | 52.86  | X      | 52.62  | 49.80  | 52.86  |       |
| 8                  | Brigitte Berendonk    | Allemagne de l'Ouest | 52.80  | 49.66  | 46.90  | X      | X      | 50.46  | 52.80  |       |
| 9                  | Lyudmila Muravyova    | Union soviétique     | 51.80  | 52.26  | 50.20  |        |        |        | 52.26  |       |
| 10                 | Karin Illgen          | Allemagne de l'Est   | 50.40  | X      | 52.18  |        |        |        | 52.18  |       |
| 11                 | Judit Stugner         | Hongrie              | 42.12  | 51.38  | 52.08  |        |        |        | 52.08  |       |
| 12                 | Dashzevgiin Namjilmaa | Mongolie             | 50.76  | X      | 49.00  |        |        |        | 50.76  |       |
| 13                 | Olimpia Cataramă      | Roumanie             | X      | 47.50  | 50.20  |        |        |        | 50.20  |       |
| 14                 | Carol Moseke          | États-Unis           | 48.28  | 44.78  | 44.04  |        |        |        | 48.28  |       |
| 15                 | Jean Roberts          | Australie            | 36.56  | 46.26  | X      |        |        |        | 46.26  |       |

## Légende
Records et Performances
- AR : Record continental (area record)
- CR : Record des championnats (championship record)
- MR : Record du meeting (meet record)
- NR : Record national (national record)
- OR : Record olympique (olympic record)
- PR : Record paralympique (paralympic record)
- PB : Record personnel (personal best)
- SB : Meilleure performance personnelle de la saison (season's best)
- WL : Meilleure performance mondiale de l'année (world leader)
- WJR : Record du monde junior (world junior record)
- WR : Record du monde (world record)

Circonstances et Conditions
- DNF : N'a pas terminé (did not finish)
- DNS : N'a pas pris le départ (did not start)
- DQ : Disqualification (disqualification)
- NM : Aucun essai valable enregistré (No Mark)
- Q : Qualifié « directement » au prochain tour (ou à la prochaine compétition), lors d'une compétition majeure, grâce au classement ou à la réalisation des minima (automatic qualifier)
- q : Qualifié au prochain tour (ou à la prochaine compétition), lors d'une compétition majeure, grâce au repêchage ou à la réalisation de l'une des meilleures performances parmi celles des « non qualifiés directement » (grâce au meilleur temps ou à la meilleure distance par exemple) (secondary qualifier)